# Артистона (пьеса)
«Артистона» — трагедия русского писателя Александра Сумарокова, впервые поставленная на сцене в 1750 году и опубликованная в 1751 году. Включена в третий том полного собрания сочинений Сумарокова, опубликованного в 1781—1782 годах. Стала одной из первых трагедий в русской литературе. Пьеса написана в соответствии с канонами европейского классицизма: в ней соблюдается правило трёх единств, интрига связана с противоречиями между долгом и чувствами. При этом, в отличие от европейских образцов, трагедия имеет счастливый финал.
Действие пьесы происходит в Персии. Вельможа Отан, который когда-то возвёл на престол Дария, хочет женить его на своей дочери Федиме, а сына Орканта женить на царевне Артистоне (дальней родственнице царя). Однако Дарий решает сам жениться на Артистоне. Отан и Оркант восстают, Федима подсылает к сопернице убийцу. Одержав победу, Дарий осознаёт свои обязанности, прощает Отана с Оркантом и отказывается от Артистоны. Выясняется, что царевна жива: убийца обманул Федиму. Та принимает яд.
Исторический материал для «Артистоны» Сумароков мог почерпнуть из второго тома «Древней истории» Шарля Роллена, которую перевёл на русский язык его современник и вечный оппонент Василий Тредиаковский. Литературовед Александр Западов предположил, что первые зрители могли видеть в Отане Александра Меншикова — всесильного временщика, который за 23 года до премьеры пьесы пытался женить на своей дочери императора Петра II.